# Nodiscala ahiparana
Nodiscala ahiparana es una especie de molusco gasterópodo de la familia Epitoniidae.

## Distribución geográfica
Se encuentra  en Nueva Zelanda.